# Chapelle Saint-Gilles de Pons
Pour les articles homonymes, voir Chapelle Saint-Gilles.
La chapelle Saint-Gilles est un ancien édifice chrétien de la ville de Pons, en Charente-Maritime.

## Histoire de la chapelle
Situé au cœur de la ville-haute, dans le centre historique, cet édifice est situé à l'est du château médiéval. Le porche médiéval a été aménagé au XIIe siècle du temps du seigneur Geoffroy III en allongeant le chevet de la chapelle qui le coiffait. Il correspond à l'entrée primitive du château. Deux bornes milliaires gallo-romaines situées sous le passage voûté viennent rappeler que l'antique voie romaine reliant Mediolanum Santonum à Burdigala passait à Pons.
La chapelle Saint-Gilles surmonte le passage voûté. Cet ancien sanctuaire roman, établi sur de lourds contreforts, est mentionné dans une charte dès 1067 sous le vocable de « Notre-Dame du Château » puis de « Notre-Dame-Marie ». Reprise au XIIe siècle, elle forme un plan rectangulaire divisé en deux travées. Ses murs épais sont percés de baies en plein cintre et épaulés par des contreforts trapus. Le chevet est éclairé par un simple oculus.
Désaffectée au moment de la Révolution française elle fut un temps utilisée comme musée archéologique à la fin du XXe siècle.

## Façade de maison
La façade d'une maison Renaissance anciennement située rue Vieille-Prison a été remontée dans le jardin à côté du porche de la chapelle. Cette façade a été inscrite aux Monuments historique en 1925.

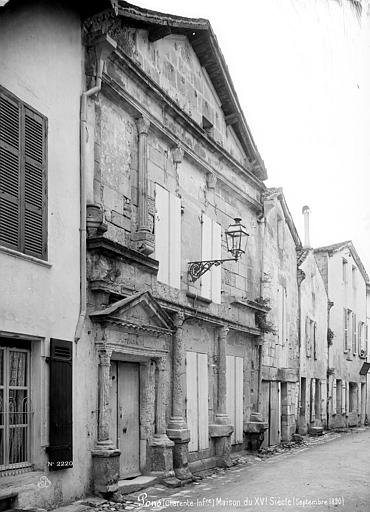
La maison de la Monnaie rue Vieille-Prison en 1890.

## Galerie de photos

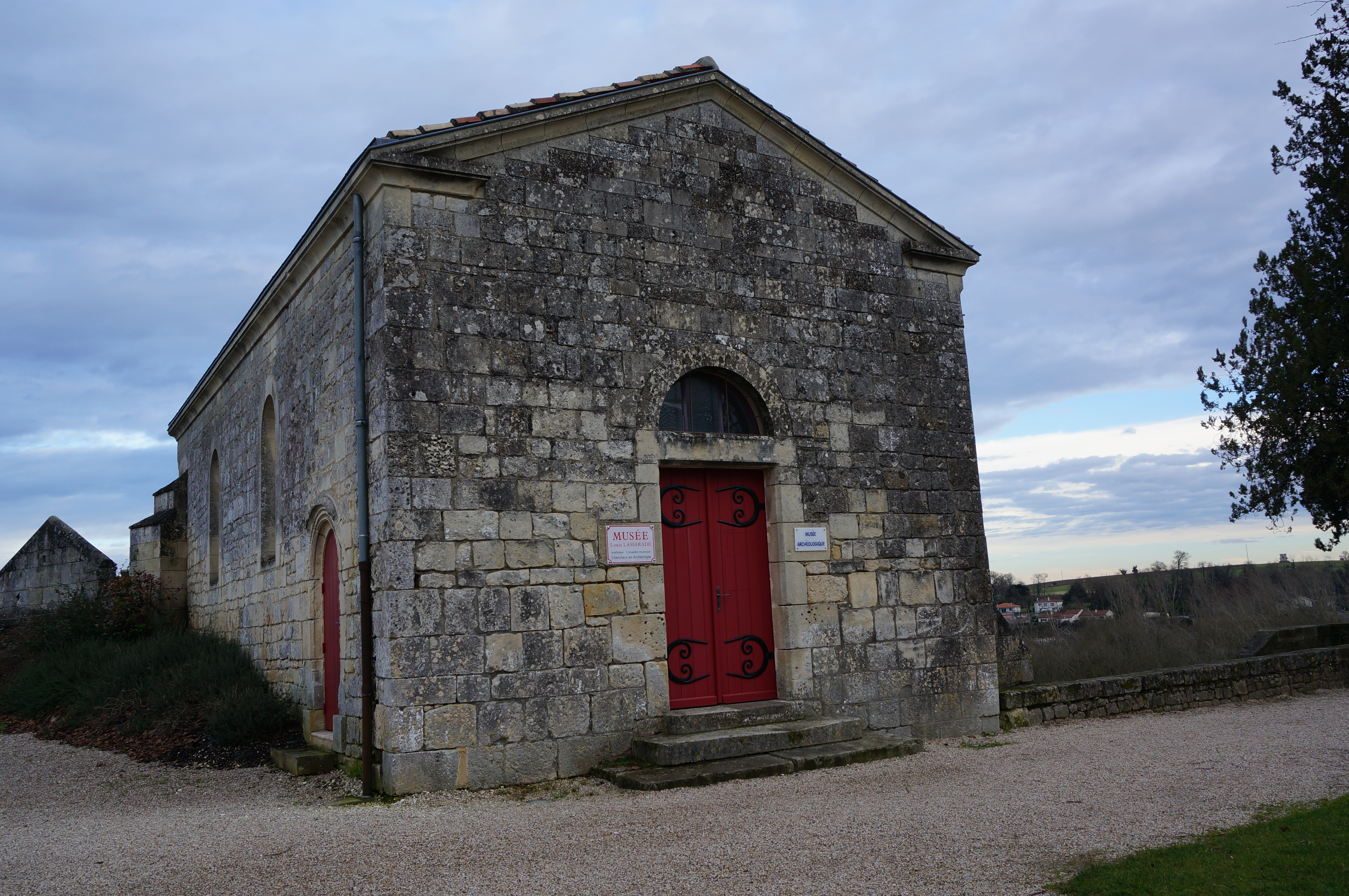
Entrée sur la place.
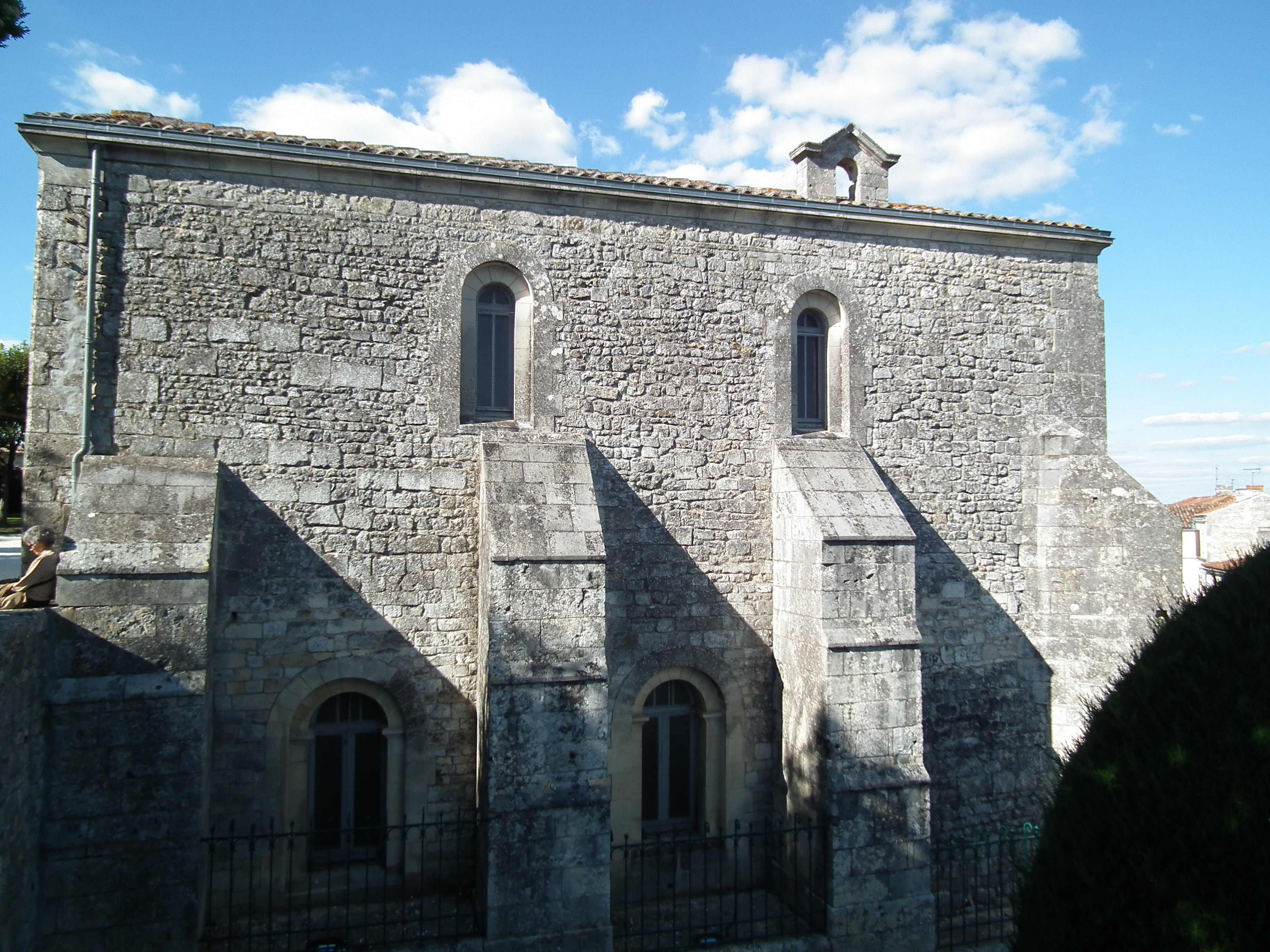
Face au sud et ses deux niveaux.
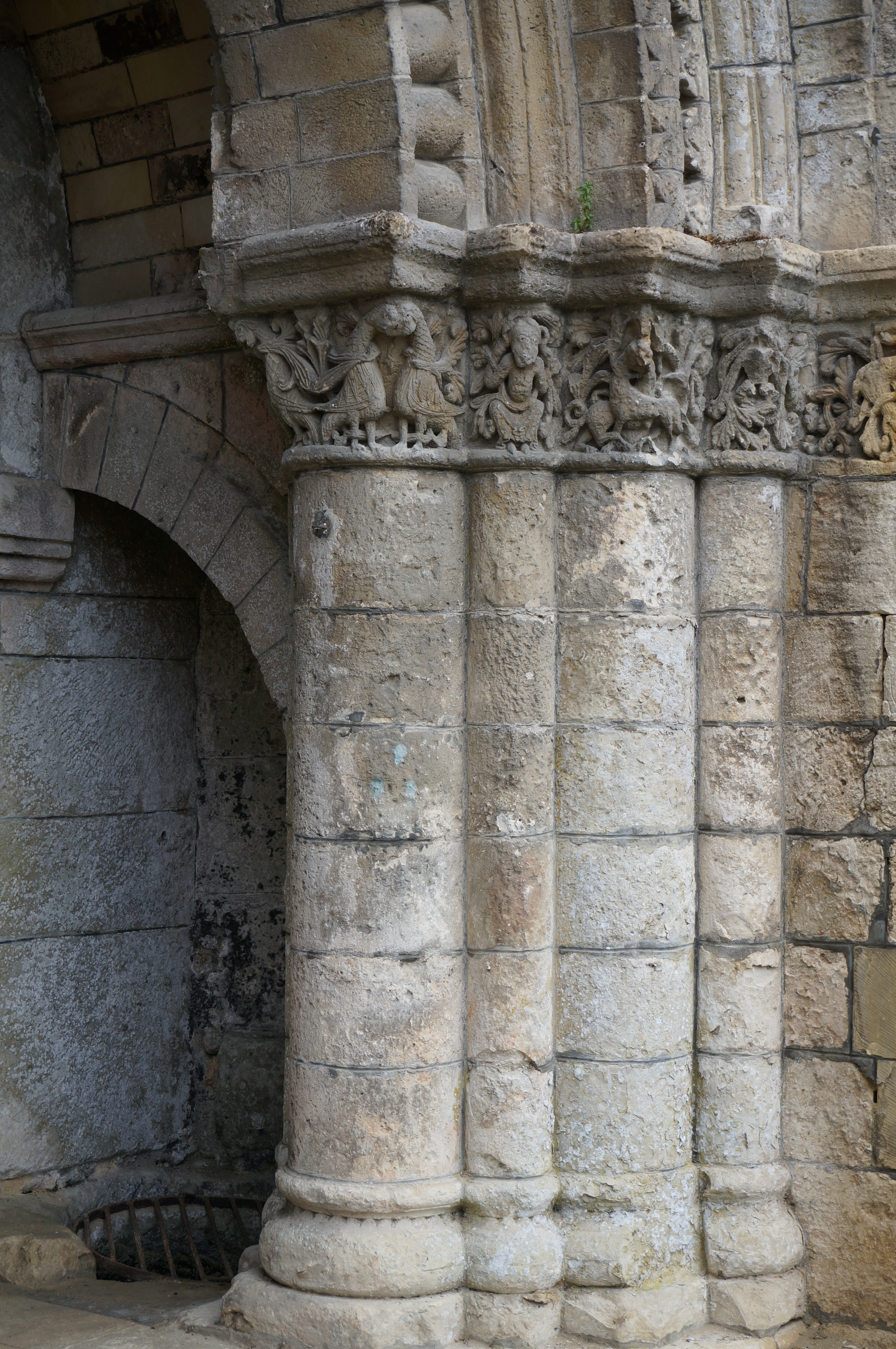
Détail du porche.
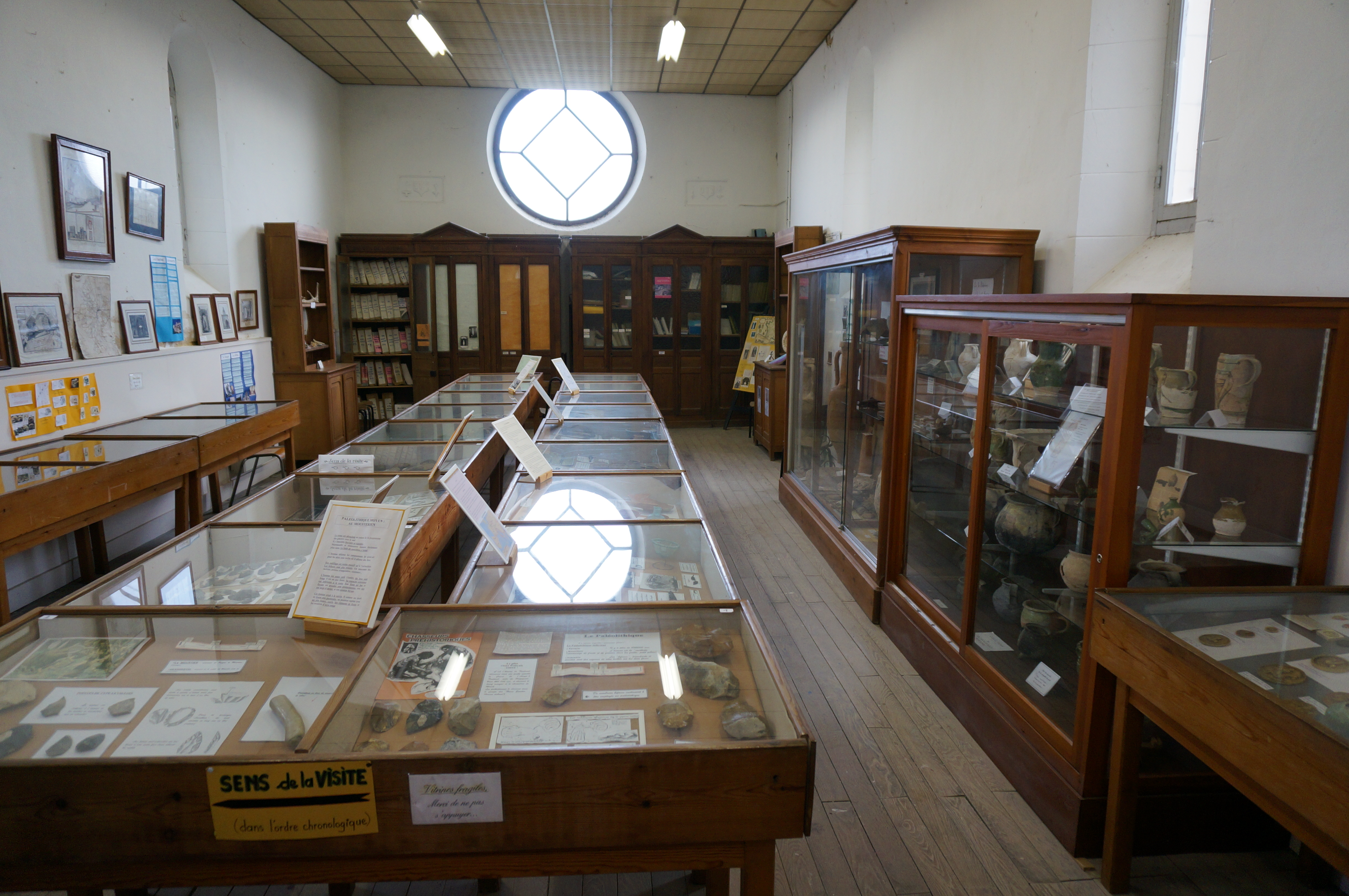
La salle haute utilisée comme musée archéologique.